# گراهام وود (ورزشکار)
گراهام وود (انگلیسی: Graham Wood؛ زادهٔ ۲۴ ژوئن ۱۹۳۶) بازیکن هاکی روی چمن اهل استرالیا است.